# アルファロメオ・159
159（タイプ939 / Tipo 939）は、アルファロメオが製造、販売していた自動車である。

## 概要
ヒット作アルファ156の後継車として、2005年のジュネーブ・モーターショーで発表された。外観デザインは巨匠ジョルジェット・ジウジアーロとアルファロメオ・デザインセンターとの共同作業によるもので、フロントフェイスは、先立ってコンセプトカーが公開されたアルファロメオ・ブレラのイメージを色濃く反映している。
先代156同様、セダンに続きワゴンも設定。ワゴンは先代にあたる「156スポーツワゴン」の後を継ぎ、“最も美しいワゴン”と評された。156から大幅に車体、特に全幅が拡大されたが、ジウジアーロは「ブレラ顔を正しく魅力ある表現にするには、この車幅が必要だった。」と語っている。
GMと共同開発されたGM/フィアット・プレミアムプラットフォームが用いられ、これは上述のブレラも同様である。当初設定されたエンジンはガソリンが、直列4気筒の1.8、1.9、2.2とV型6気筒3.2L。ディーゼルは、直列4気筒1.9Lと直列5気筒2.4L。日本では2.2と3.2Lのガソリンエンジン2種のみが販売された。
駆動方式はフロントエンジン・フロントドライブを基本とし、大出力の3.2L V6にはQ4と呼ばれる四輪駆動が用意される。アクティブセーフティ面では、トラクションコントロールASR、エンジンブレーキ時の操安性を保つMSR、ブレーキアシストHBA、EBD付きABSが、スタビリティコントロールVDCに統合制御される。目新しい所では坂道発進をスムーズにする「ヒルホールドシステム」が搭載されている。
カラビニエリのパトカーや在外公館（大使館）、官庁の専用車としても多く使用されている他、アルファロメオがトリノオリンピックのオフィシャルスポンサーとして参画した際、数十台のアルファ159が組織委員会のオフィシャルカーとして提供された。

## 歴史
2005年、ジュネーブ・モーターショーにて発表。
2008年の一部改良で内装、ダッシュボードが変更され、一部にアルミニウムを使うことにより約45kgの軽量化を果たす。
2009年に新型のガソリン直噴ターボエンジンを搭載した1750 TBiと2.0L ディーゼルを導入。
2010年、1750 TBi以外のガソリンエンジンを廃止。
2011年にガソリンエンジンを廃止し、2.0L ディーゼルのみとなった。親会社であるフィアットが2013年に登場するパンダの第3世代モデルの生産にあたりナポリにある工場の159の生産ラインをパンダ用に改修したことに伴って、日本をはじめイギリスなどの左側通行諸国向けへの販売が終了し、それ以外の国々でも備蓄された部品を使って生産が続けられた、ボディカラーは4色に絞られてたのち生産を終了した。
- 159を使用しているカラビニエリのパトロールカー